# Andrzej Ridge
Andrzej Ridge (polnisch Grań Andrzeja) ist ein Gebirgskamm auf King George Island im Archipel der Südlichen Shetlandinseln. Er ist der westlichste Grat im Massiv des Rose Peak.
Polnische Wissenschaftler benannten ihn 1981. Namensgeber ist der Geologe Andrzej Paulo von der Polnischen Akademie der Wissenschaften, der bei der von 1979 bis 1980 durchgeführten polnischen Antarktisexpedition auf King George Island tätig war.